# (35818) 1999 JC50
1999 JC50 (asteroide 35818) é um asteroide da cintura principal. Possui uma excentricidade de 0.13731390 e uma inclinação de 10.44815º.
Este asteroide foi descoberto no dia 10 de maio de 1999 por LINEAR em Socorro.